# Parque natural de Our
Parque Natural de Our (en luxemburgués y alemán: Naturpark Our; en francés: Parc naturel de l'Our) es el nombre que recibe un parque nacional en el noreste del país europeo de Luxemburgo. El parque está situado en el noreste de la región de las Ardenas de Luxemburgo (Oesling), en el triángulo fronterizo entre Alemania, Bélgica y Luxemburgo. Cubre un área de 306 km² y posee aproximadamente 16.000 habitantes, donde siete municipios se han unido para conciliar la conservación y el desarrollo económico de la región.